# Maghlouga
La maghlouga est un plat traditionnel algérien, originaire de Ghardaia.

## Le plat est d'origine de Ghardaia et créé par des mozabites.
C'est une sorte de crêpe farcie à la viande hachée, aux oignons, aux tomates, aux poivrons, aux herbes, telles que la coriandre et la menthe, et aux épices du Sahara.
Les crêpes sont superposées avec la farce au milieu et cuites sur un tajine à pain.